# Bombardement op Aomori
Het bombardement op Aomori was een Amerikaanse aanval op de Japanse stad Aomori en vond plaats op 28 juli 1945, als onderdeel van de Tweede Wereldoorlog.

## Bombardement
De Japanse stad Aormori werd door 61 Amerikaanse B-29 bommenwerpers gebombardeerd. De Amerikanen gooide twee soorten bommen op de stad, zware explosieve bommen en brandbommen. De aanval was niet alleen gericht op de Japanse industrie, maar tevens op enkele burgerdoelen. 
Tijdens het bombardement kwamen 1.767 mensen direct om het leven. Vele andere stierven in de weken na de aanval aan hun verwondingen. 